# Thomas Coram
Thomas Coram (Lyme Regis, Dorset, 1668 – 29 de marzo de 1751) fue un capitán de navío y filántropo inglés, fundador el Hospital Foundling (orfanato) en Londres, para cuidar a los niños abandonados o no deseados en los terrenos de la región de Conduit, en Bloomsbury, considerado como la primera institución de caridad del mundo.

## Biografía
Coram se familiarizó desde su niñez con las líneas de navegación a las colonias americanas. Desde 1694 hasta 1705, gestionó una empresa de construcción naval en Taunton, Massachusetts, que le permitió convertirse en un importante comerciante londinense.
En 1732, fue administrador estatal de James Oglethorpe en la colonia de Georgia (Estados Unidos). Y en 1735 patrocinó una colonia en Nueva Escocia para los artesanos desempleados. 
Preocupado por los numerosos abandonos de niños sin hogar que vivían en las calles de Londres, el 17 de octubre de 1739 obtuvo de Jorge II de Gran Bretaña un Estatuto Real para el establecimiento de un "hospital para el mantenimiento y educación de los jóvenes más expuestos y abandonados".

## El Hospital Foundling
Entre los años 1742 y 1745, fue construido el Hospital Foundling (conocido como “Hospital de los niños expósitos”), en Bloomsbury. El pintor William Hogarth fue uno de los primeros gobernadores del hospital, y autor de un retrato de Thomas Coram en 1740, que se conserva en el Museo Foundling, en Londres (conocido por las copias del grabador William Nutter (1754-1802) para R. Cribb en 1796), entre otras pinturas para el beneficio de la Fundación, hasta el punto de convertir el Hospital en una galería de arte abierta al público. Por su parte, Georg Friedrich Händel concedió un concierto de su Mesías en beneficio de la fundación, y donó el manuscrito del “Coro Aleluya” al hospital. También compuso un himno especial para una actuación en el hospital, conocido hoy como ‘Himno al Hospicio’. 
El hospital alberga en la actualidad una zona de juegos infantiles y un zoológico, unas 27 hectáreas conocidas como “El campo de Coram”, recinto en el que no se permite la entrada de adultos, si no va en compañía de algún niño. 
En el año 2000, Jamila Gavin publicó el libro para niños Coram Boy sobre el Hospital de Niños Expósitos, como adaptación de la obra de juegos “Coram Boy (a jugar)” de Helen Edmundson, que tuvo su estreno mundial en el Teatro Nacional Real de Londres en noviembre de 2005 y más luego en el teatro Broadway.